# Marsiliana d'Albegna
Marsiliana d'Albegna è una frazione del comune italiano di Manciano, nella provincia di Grosseto, in Toscana.

## Storia
Il centro abitato antico, i cui resti sono stati rinvenuti a circa 1 km a sud dell'attuale paese, venne distrutto da un incendio alla metà del VI secolo a.C. e il suo territorio appartenne in seguito alla città di Vulci. Il sito è stato ipoteticamente identificato con la città a cui apparteneva l'ager caletranus, citato dalle fonti romane, tra i fiumi Fiora e Albegna, il cui nome viene normalmente ricostruito in Caletra.
L'attuale borgo di Marsiliana nacque invece nel periodo alto-medievale, appartenente al patrimonio dell'abbazia delle Tre Fontane di Roma venne da questa infeudata insieme ad altri possedimenti alla famiglia Aldobrandeschi sin dal XIII secolo, passando poi sotto il controllo di Siena nel secolo successivo e venne conquistato verso la metà del XVI secolo dai Medici che lo inglobarono nel Granducato di Toscana, dopo una brevissima parentesi sotto lo Stato dei Presidii.
Nel XVIII secolo il castello del borgo divenne proprietà dei principi Corsini di Firenze che lo restaurarono profondamente alla fine dell'Ottocento, trasformandolo in fattoria, ancora oggi proprietà della famiglia fiorentina.

## Monumenti e luoghi d'interesse

### Architetture religiose
- Chiesa di Maria Regina del Mondo, chiesa parrocchiale della frazione, è stata costruita nel 1959 su progetto dell'architetto Carlo Boccianti.[3]
- Cappella di Sant'Antonio abate, cappella gentilizia di origini medievali della fattoria di Marsiliana.

### Architetture militari
- Fattoria di Marsiliana, situata sulla sommità della collina che sovrasta il borgo, sorse come castello nel corso del XII secolo. Fu comandato prima dai conti Aldobrandeschi, poi da Siena, dai Medici e infine dai principi Corsini di Firenze nel XVIII secolo, che lo trasformarono in fattoria fortificata alla fine del XIX secolo.
- Castello di Stachilagi, situato ad est del paese, sulla sommità di una collina che domina la valle del torrente Elsa, risale al XIII secolo e fu costruito presso la preesistente abbazia della Selva con attiguo monastero, risalenti alla metà del XII secolo: il complesso rientrava tra i possedimenti dell'abbazia delle Tre Fontane di Roma, che vennero infeudati alla famiglia Aldobrandeschi. Abbandonato dopo l'ingresso nel Granducato di Toscana, si presenta oggi sotto forma di ruderi.

### Siti archeologici
- Necropoli della Banditella: in seguito ad una scoperta casuale avvenuta nel 1908, gli scavi condotti dal principe Tommaso Corsini hanno rimesso in luce una necropoli di epoca orientalizzante (dalla fine dell'VIII al VI secolo a.C.). I ritrovamenti più importanti sono avvenuti nel "circolo della fibula", nel quale venne rinvenuta una fibula d'oro decorata con la tecnica della granulazione (la fibula Corsini) e nel "circolo degli avori", da cui proviene una tavoletta di avorio usata per la scrittura, con inciso l'alfabeto etrusco più antico che si conosca (la tavoletta di Marsiliana).

## Società

### Evoluzione demografica
Quella che segue è l'evoluzione demografica della frazione di Marsiliana. Sono indicati gli abitanti del centro abitato e dove è possibile è inserita la cifra riferita all'intero territorio della frazione.
| Anno | Abitanti       | Abitanti |
| Anno | Centro abitato | Frazione |
| ---- | -------------- | -------- |
| 1961 | 29             | 1 311    |
| 1981 | 84             | 1 271    |
| 2001 | 246            | 1450     |
| 2011 | 413            | 1520     |